# 炭素燃焼過程
炭素燃焼過程、炭素融合は、炭素同士が融合する核融合反応。融合が始まるためには非常な高温(6×108 K か 50 KeV) 、高密度(おおよそ2×108 kg/m3)が必要となり、重さが誕生時に少なくとも太陽質量の5倍以上の恒星の場合、反応を起こすための条件を整えることができる。恒星は炭素燃焼が始まるまでに水素やヘリウムなどのより軽い元素を使い果たしている。
これらの温度と密度の数字は目安に過ぎない。より大きく、重い恒星は強い重力を相殺して静水圧平衡で止めるために核融合の燃料となる軽い元素をより早く使いきる。つまり、低質量の星に比べ、密度はより低いものの高い温度であることを意味している。。
個々の質量と個々の恒星の発展段階の正しい数値を得るには、コンピューターで算出された恒星モデルの数値を使うことが不可欠である。このようなモデルは天体観測と素粒子物理学の実験に基づいて絶えず洗練されている。素粒子物理学実験では核反応速度の測定が、天体観測では質量減少の直接観察、汲み上げと言われる恒星表面の対流圏が深くなって表面まで核生成物が出て来た時のスペクトル測定による検知、およびその他の関連する観測がこれらのモデルの作成に役立っている。

## 核融合反応

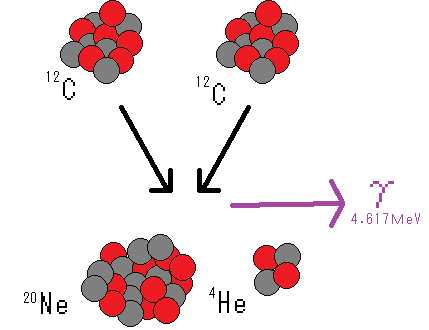

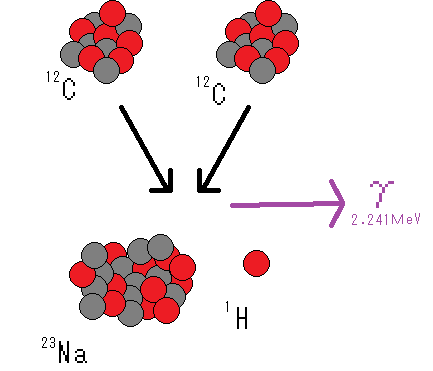

主な反応は以下の通り
{\displaystyle {}_{6}^{12}\mathrm {C} +{}_{6}^{12}\mathrm {C} \rightarrow {}_{10}^{20}\mathrm {Ne} +{}_{2}^{4}\mathrm {He} +4.617~{\rm {MeV}}}
{\displaystyle {}_{6}^{12}\mathrm {C} +{}_{6}^{12}\mathrm {C} \rightarrow {}_{11}^{23}\mathrm {Na} +{}_{1}^{1}\mathrm {H} +2.241~{\rm {MeV}}}
{\displaystyle {}_{6}^{12}\mathrm {C} +{}_{6}^{12}\mathrm {C} \rightarrow {}_{12}^{23}\mathrm {Mg} +{\mathit {n}}-2.599~{\rm {MeV}}}
あるいは
{\displaystyle {}_{6}^{12}\mathrm {C} +{}_{6}^{12}\mathrm {C} \rightarrow {}_{12}^{24}\mathrm {Mg} +\gamma +13.933~{\rm {MeV}}}
{\displaystyle {}_{6}^{12}\mathrm {C} +{}_{6}^{12}\mathrm {C} \rightarrow {}_{8}^{16}\mathrm {O} +{2}_{2}^{4}\mathrm {He} -0.113~{\rm {MeV}}}

## 反応生成物
この系列の反応は二つの相互作用する炭素核が一体化し、励起状態のマグネシウム24を構成し、その後上の5通りのうち一つの方法で崩壊すると考えることが出来る。 。
最初の二つの反応は、反応式の大きな正のエネルギーの項が指し示すように、強い発熱反応でありこれらの反応のうち最も頻繁に起こる。三番目の反応は熱を放出せず吸収することを示す負のエネルギーの項で指し示されているように強い吸熱反応である。このため、この反応は、炭素燃焼の高エネルギー環境下で起き得るが、非常に起きにくい。しかしこの反応による少量の中性子の生産は多くの星で少量存在している重い核と結合して（s過程）さらに重い同位元素を形成することができるため重要である。
4番目の反応は大きいエネルギーの放出から最も起きやすいと予想されるかもしれないが、極度に期待値は少ない。なぜなら、この反応がガンマ線の光子を生成するため、この起因となるのは電磁力であり、最初の二つの反応に使われるような核の間で使われる強い力ではない。核子どうしの相互作用はこの反応エネルギーの光子との相互作用に比べずっと大きい。しかしながら、4番目の反応で生成されたマグネシウム24は、マグネシウム23が放射性であるため、炭素燃焼過程の後に残る酸素-ネオン-マグネシウム型白色矮星において存在するマグネシウムとなる。
最後の反応もこれまでのものと比べ、吸熱反応であることに加え、反応に3つの反応生成物がかかわるため非常に起きにくい。 逆反応を考えると、3つの生成物すべてが同時に同じ場所に集中する必要があるため、これは2体の相互作用よりも可能性が少ない。
陽子はpp連鎖反応やCNOサイクルに組み込まれることがあり得るが、陽子はまた、ナトリウム23に捕獲されてネオン20とヘリウム4を生成する事が起き得る。事実、二番目の反応で生成されたナトリウム23のほとんどすべてはこの反応で使い切られる。
質量4 - 8太陽質量の恒星では、恒星進化における前の段階であるヘリウム燃焼で作られた酸素は、いくらかヘリウム4による捕獲などに使われるが相当十分が炭素燃焼過程を生き残る。
そのため炭素燃焼の終了した結果、主に酸素、ネオン、マグネシウムの混合物が残ることになる。
二つの炭素核の質量エネルギーの合計は励起状態のマグネシウム核のそれに近似するという事実は「共鳴」として知られている。この共鳴がない場合、炭素燃焼は100倍近い温度でしか起こらない。このような「共鳴」の実験的、論理的研究はいまだに研究課題である。

## ニュートリノの損失
ニュートリノの損失は炭素燃焼の温度と圧力下での恒星内核融合の過程で重要な要素になり始める。一般的には主な反応はニュートリノにかかわらず、ppチェイン反応のような副次的な反応にかかわる。しかしこのような高温での主なニュートリノ源は量子論で対生成として知られる過程がかかわる。
質量エネルギーの等価性から静止質量の二つの電子より大きなエネルギーを持つ高エネルギーガンマ線は恒星内部の原子核の電磁場と相互作用し、粒子と反粒子のペアである電子と陽電子になることがある。一般的に陽電子は電子とともにすぐに消滅し、二つの光子を生産し、この過程は低い温度では無視することができる。しかし1019組の生成物のうちの一つ程度は電子と陽電子の弱い相互作用を起こし、これはそれら自身をニュートリノと反ニュートリノの対に置換する。これらは事実上光の速さで動き、物質と相互作用する力が非常に弱い。これらのニュートリノの粒子は彼らの質量エネルギーを背負ったまま、多くが相互作用をせずに恒星から逃げ出す。このエネルギー損失は炭素融合からのエネルギー生産に匹敵する。
非常に重い恒星において、これに類似する過程で行われるニュートリノの損失はより重要な役割を果たす。ニュートリノの喪失は、それによって失われたエネルギーを相殺するために高温で燃料を燃やすことを星に強いる。核融合の過程はとても温度に影響されやすく、静水圧平衡を保つために星はより多くのエネルギーを作り出し、エネルギーの損失によって燃料供給が絶えず繰り返される。燃料となる原子核が重い場合、核融合による質量単位あたりのエネルギー生成は少なく、より多くの燃料を必要とする。核融合の燃料は現在の元素から次の重さの元素へ転換されるとき星の核は収縮し、過熱する。これら要因のそれぞれがそれぞれ核融合の燃料の持続する期間を加速度的に減らす。
ヘリウム燃焼までは、ニュートリノの損失は無視してよい程度であるが、炭素燃焼からの寿命の減少はニュートリノの減少によって起こると考えられ、これは大まかには燃料の変換と核の収縮に匹敵する。恒星の経年による燃料変換の連続はニュートリノの損失に支配される。たとえば、太陽質量の25倍の星は核において水素を107年燃やし、ヘリウムを106年燃やすが、炭素は103年しか燃やさない。

## 恒星進化
ヘリウム融合の間、恒星は炭素と酸素に富んだ不活性な核を形成する。不活性な核は最終的に重力によって崩壊するのに十分な重さに到達し、ヘリウム燃焼をする層は徐々に恒星の内側から外側に動いていく。この不活性な核での体積の減少は炭素が発火するほど温度を高める。これは周辺の温度上昇させ、ヘリウムが恒星の核の周りの層で燃えることができるようになる。その外側の層では水素が燃焼する。結果、炭素燃焼は核から外部へ物理学的均衡へ戻すためのエネルギーを提供する。しかしながらこのバランスは短命で、太陽質量の25倍の恒星ではこの過程は核で炭素の多くを600年で使い切る。
太陽質量の4倍以下の恒星は炭素を燃焼するために十分な温度に到達せず、代わりにヘリウムフラッシュで緩やかに外殻を散逸させ炭素-酸素でできた白色矮星として、惑星状星雲の中でその命を終える。
太陽質量の4 - 8倍の重さのものは理論的には炭素燃焼でチャンドラセカール限界である1.4太陽質量を超える核での十分な不活性反応の生成物を積み上げ、壊滅的に崩壊する。しかし、漸近巨星分枝星など、これらの星では巨大な質量減少率が観測されており、これは起こらない。そのかわりこれらの恒星は炭素を核融合させ、酸素、マグネシウム、ネオンなど反応の生成物からなる不活性な恒星核はチャンドラセカール限界を超えない。
4 - 8太陽質量の恒星の炭素燃焼の最期には、大規模な恒星風を発生させ、酸素-ネオン-マグネシウムでできた白色矮星の核を残して、惑星状星雲に外殻を吹き飛ばす。核は炭素より重い元素の核融合燃焼に十分な温度にたどり着かない。
太陽質量の8倍以上の重さの恒星の場合、不活性核が収縮し、温度が十分に上昇すると、ネオンの燃焼を始める。